# أورلان دي أسوس
أورلان دي أسوس (بالإنجليزية: Orlande de Lassus)‏ (و. 1532 – 1594 م) هو ملحن من بلجيكا . ولد في مونس .
توفي في ميونخ .

## حياته
يعد أورلاند دي لاسوس أحد أكثر المؤلفين استكشافا للموسيقى الدينية في منتصف القرن السادس عشر. كان آخر عضو في المدرسة الفرانكو فلمنكية، فكان غزير الإنتاج وحيث توفي في الخمسينات عن عمر يناهز الستين، كان قد ترك أكثر من ألفي عمل ديني ودنيوي.
ولد لاسوس في مقاطعة هينو، كان صوته جميلا حتى أن الباحثين عن المواهب خطفوه مرتين أو ثلاث مرات بحثا عن مطربين لبلاطات أوروبا. في سن 12 التحق بخدمة فيرانتي جونزاجا الذي كان جنرال لدى الإمبراطور تشارلز الخامس. من خلال سفره مع جونزاجا في إيطاليا شهد لاسوس النهضة في بلاط منتوا وبلاط سيسلي وبلاط ميلان.
قضى لاسوس الجزء الأول من حياته مسافرا من بلاط لآخر أو إبرشية لأخرى في أوروبا، حيث عمل لدى الأمراء أو في الكنيسة. في نحو عام 1550 عمل بالخدمة في منزل أكاديمي في نابولي. بعد ذلك قضى فترة قصيرة في روما، حيث عمل لدى أسقف فلورنسا (الذي كان في روما حينها)، ثم عمل مايسترو دو كابيلا في كنيسة سانت جون لطران. في عام 1554، بعد أن علم بمرض والديه عاد لوطنه مونس. بعد وفاتهما أقام لفترة قصيرة في أنتورب، حيث أشرف على نشر العديد من أعماله الأولى للموتيت والأغاني؛ بعد وقت قصير انتقل إلى ميونخ حيث عمل منشدا في إبرشية الدوق ألبرت الخامس، دوق بافاريا. ظل في ميونخ لباقي حياته وتزوج في عام  1558 من ريجينا فاشنجر ابنة إحدى الخادمات.
ترقى لاسوس لمنصب أعلى في البلاط الملكي وكانت مهامه تشمل تدريب الموسيقيين واستكمل رحلاته في أوروبا لهذا الغرض. ذاع صيته كعازف، ومع ذلك رفض كل عرض للانتقال من موطنه الأم رغم أن ملك فرنسا طلب منه ذلك.

## موسيقاه
كان لاسوس أشهر مؤلف للموسيقى الدينية في عصره ليس فقط بسبب غزارة إنتاجه لكن أيضا بسبب جودة الأعمال. استخدم لاسوس الأساليب المختلفة على نطاق واسع حيث جمع بين الابتكار والتأثيرات الإيطالية والفرنسية والألمانية والهولندية. تعكس أعماله المعقدة من الناحية الفنية ما بين المادريجال والأغاني تعدد الأمزجة ما بين الكآبة والكوميديا وكتب مؤلفات دينية تزيد على 1500 عمل. كما كتب الكثير من القداسات والماكنيفيكات محاكاة لأعمال أخرى باستخدام أعمال دنيوية ودينية حيث تنقل إحساس بالروحانية العميقة. وصلت عبقرية لاسوس الموسيقية لأوجها في أعماله للموتيت، فالنصوص الكثيرة الدينية والتأملية مقبولة بالنسبة للإصلاح الديني المضاد وملحوظة في التعبير الذي يعكس به لاسوس الصور الفنية لأعماله الدينية.

## روابط خارجية
- أورلان دي أسوس على موقع IMDb (الإنجليزية)
- أورلان دي أسوس على موقع الموسوعة البريطانية (الإنجليزية)
- أورلان دي أسوس على موقع ميوزك برينز (الإنجليزية)
- أورلان دي أسوس على موقع ميوزك برينز (الإنجليزية)
- أورلان دي أسوس على موقع أول موفي (الإنجليزية)
- أورلان دي أسوس على موقع قاعدة بيانات الأفلام السويدية (السويدية)
- أورلان دي أسوس على موقع إن إن دي بي (الإنجليزية)
- أورلان دي أسوس على موقع أول ميوزيك (الإنجليزية)
- أورلان دي أسوس على موقع ديسكوغز (الإنجليزية)
- أورلان دي أسوس على موقع كينوبويسك (الروسية)